# Mariano Osorio
Mariano Osorio, né à Séville en 1777 et mort à La Havane en 1819, est un général espagnol connu pour sa participation pour le compte de la couronne espagnole dans les guerres d'indépendance en Amérique du Sud et qui a été gouverneur de la capitainerie générale du Chili du 10 octobre 1814 au 26 décembre 1815.

## Biographie
Il commence sa carrière militaire dans l'artillerie et combat pendant la guerre d'indépendance espagnole à partir de 1808. En 1810, il est nommé à la tête de la manufacture militaire de Catalogne, avant d'être transféré à Lima en 1812 en tant que commandant général de l'artillerie et professeur de mathématiques à l'école militaire. Il se marie avec Joaquina de la Pezuela, fille de Joaquín de la Pezuela. En 1814, il commande l'expédition espagnole envoyée au Chili et remporte la bataille de Rancagua sur les insurgés commandés par Bernardo O'Higgins. À la suite de cette victoire, il est nommé gouverneur du Chili par le vice-roi du Pérou. 
En tant que gouverneur, il adopte une politique d'apaisement en faisant preuve de clémence envers les insurgés tout en réinstaurant l'ordre et les institutions espagnoles. Mais, vexé par une publication du vice-roi José Fernando de Abascal y Sousa, qui s'attribue le mérite de la reconquête du Chili, il dément publiquement cette déclaration en se créditant comme principal responsable de cette victoire et se fait démettre de son poste par le vice-roi, qui le remplace par Francisco Marcó del Pont (en). 
Mais, à la suite de la victoire de l'armée des Andes de José de San Martin à la bataille de Chacabuco, il est rappelé au Chili pour prendre le commandement de l'armée et remporte la bataille de Cancha Rayada (en) le 18 mars 1818. Il est néanmoins finalement vaincu lors de la décisive bataille de Maipú, livrée le 5 avril, et regagne Lima. Après être passé devant un tribunal militaire et avoir été acquitté, il s'embarque à destination de l'Espagne mais, au cours du voyage, meurt à La Havane du paludisme.